# Hluboš

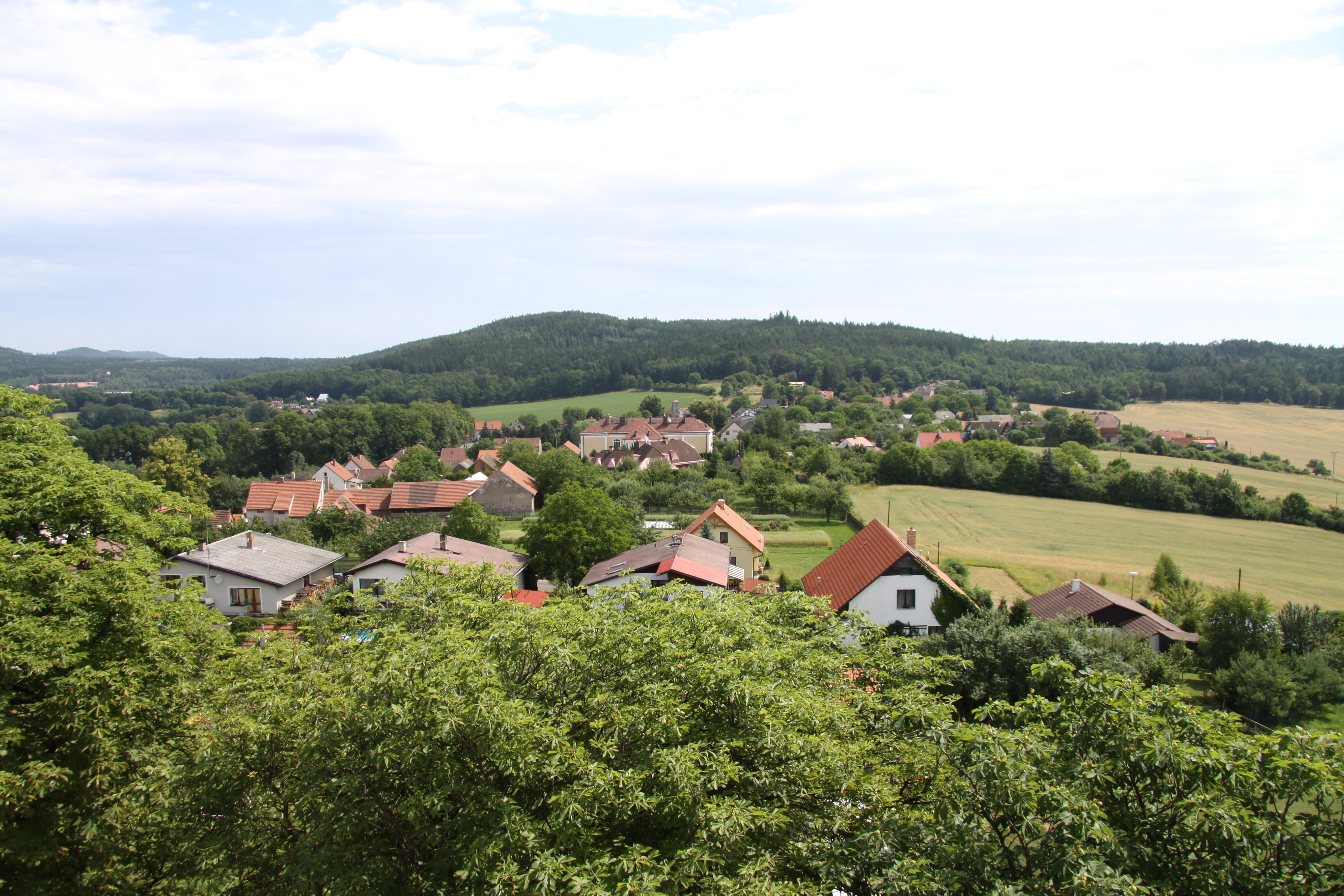
Blick vom Kirchturm auf Hluboš

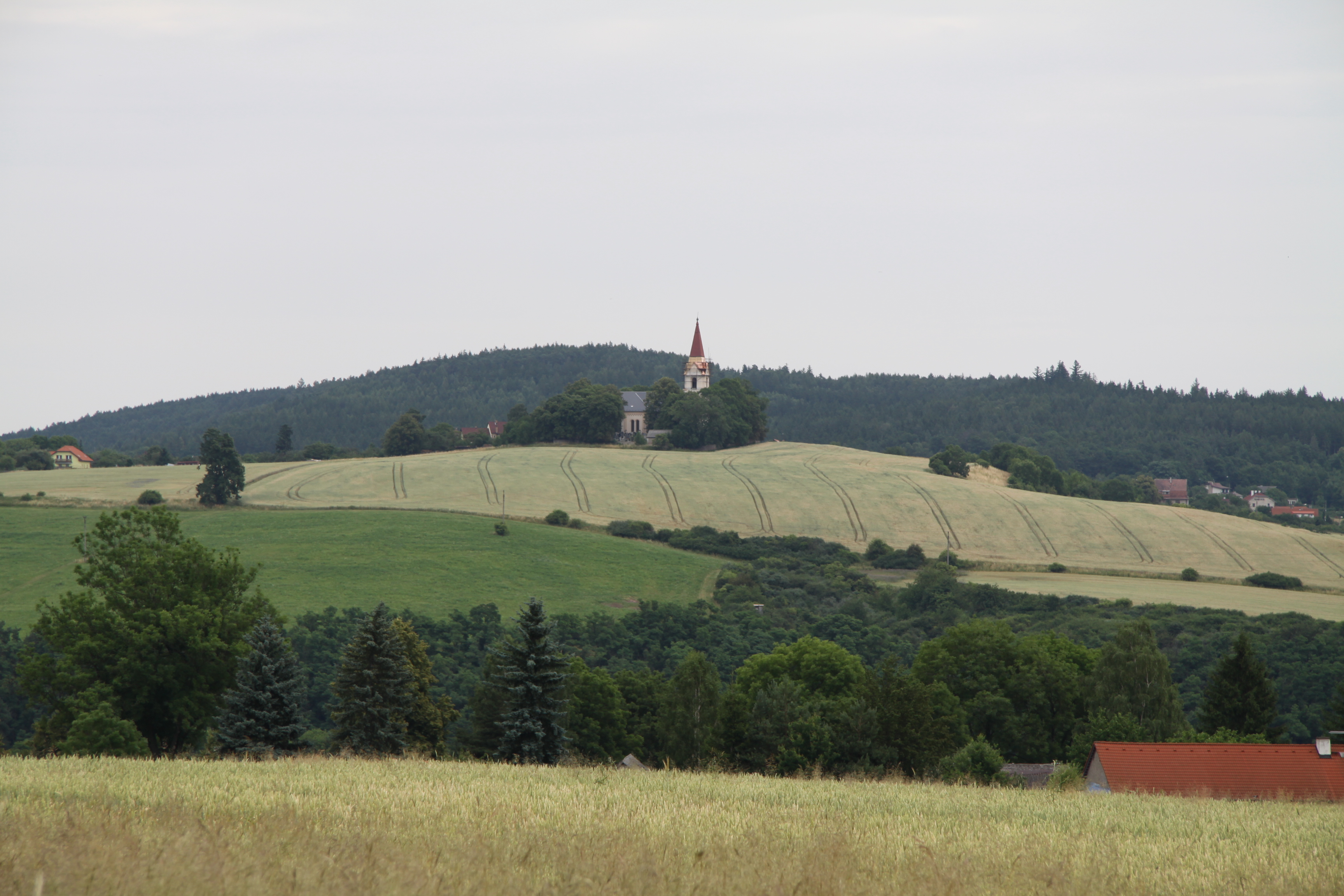
Blick über das Litavkatal nach der Kirche von Hluboš

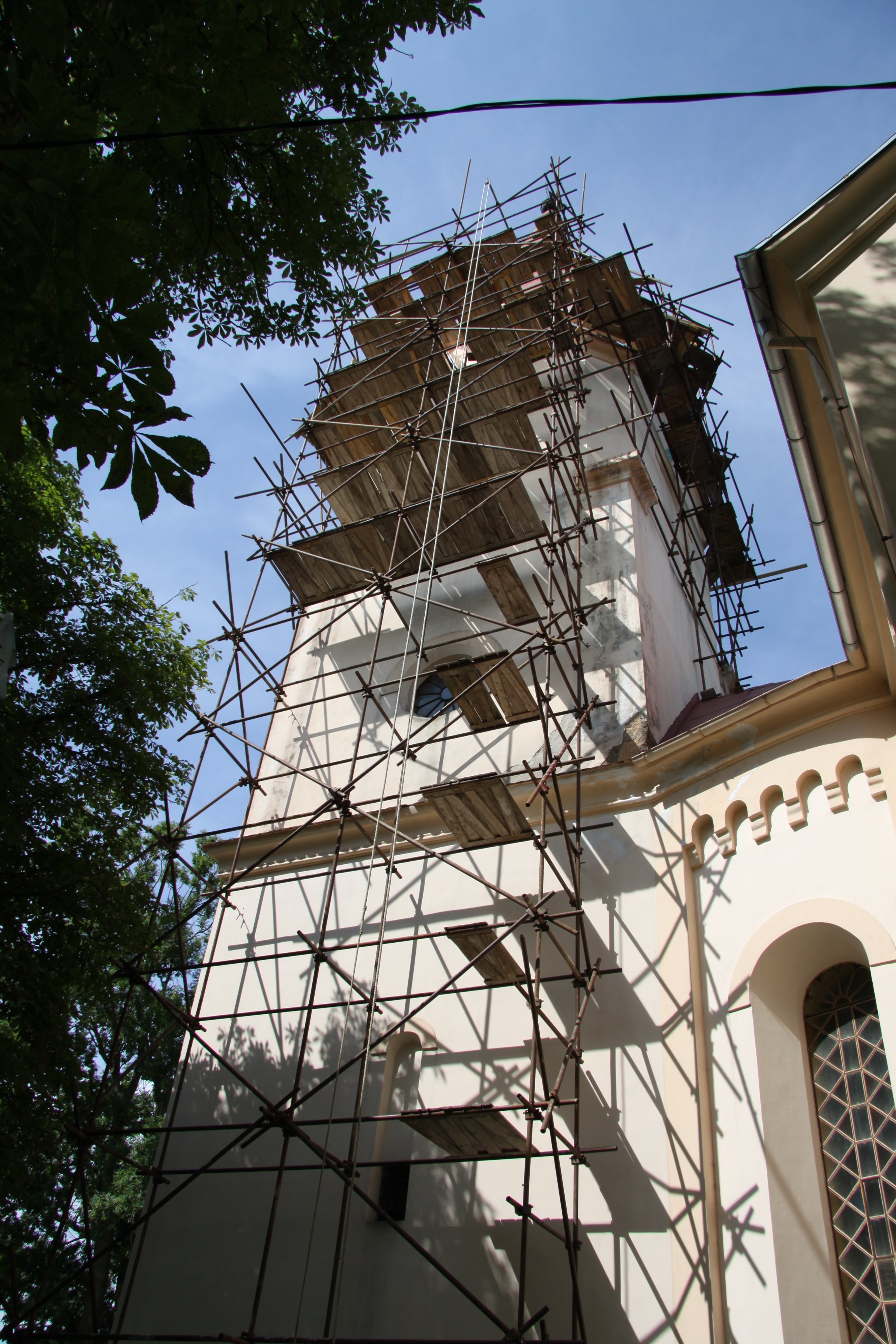
Kirche der hl. Dreifaltigkeit

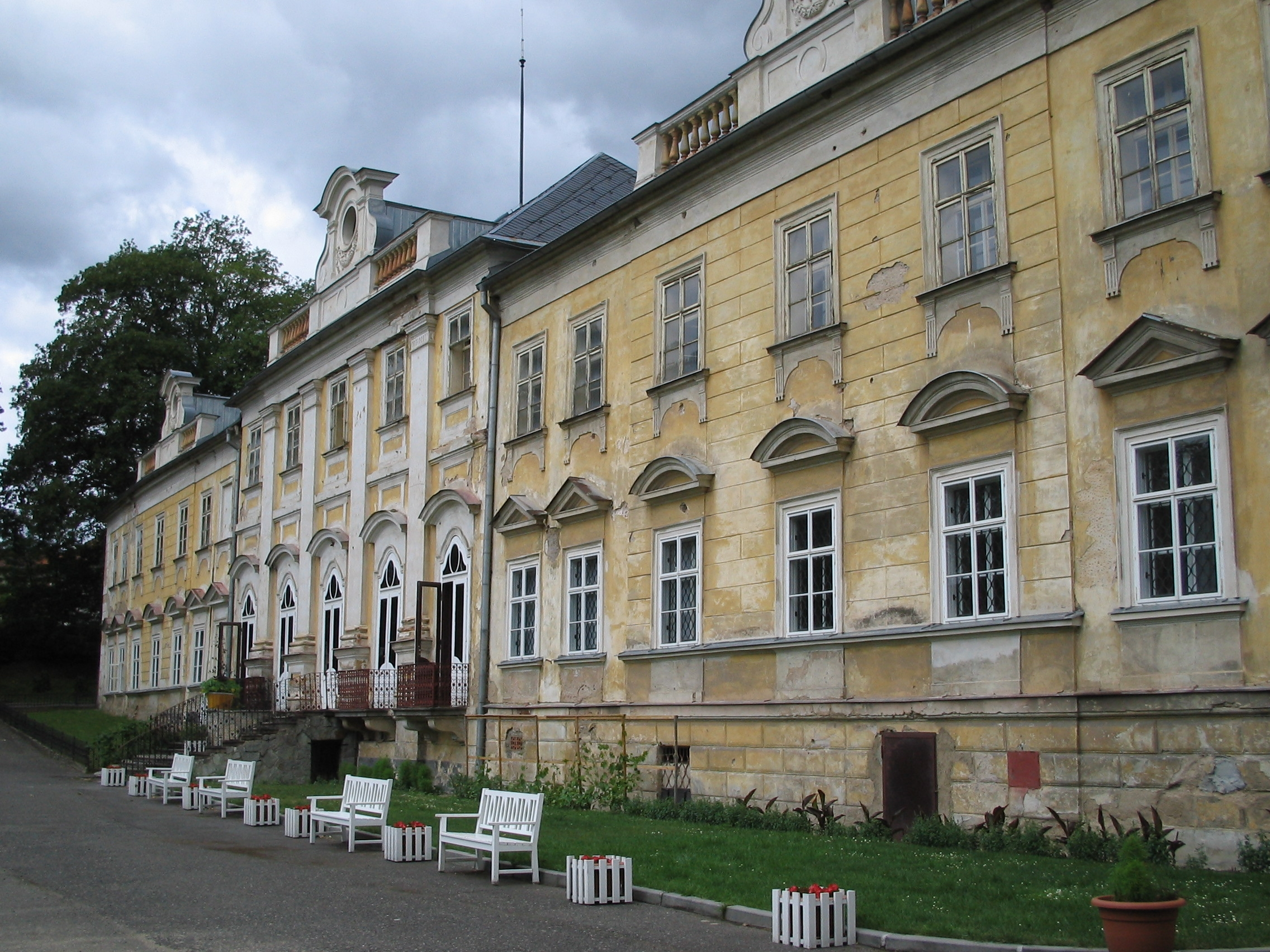
Schloss Hluboš

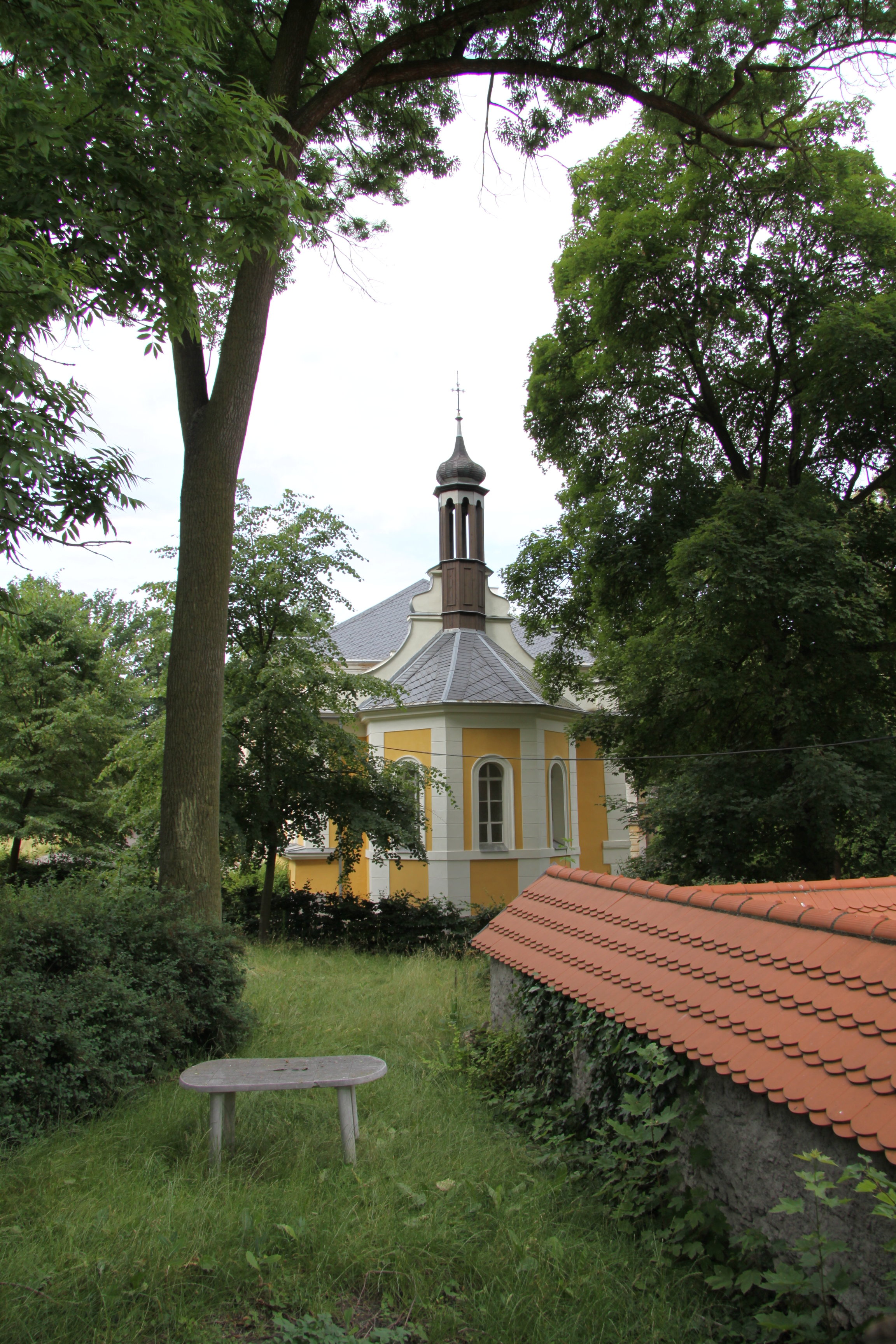
Schlosskapelle

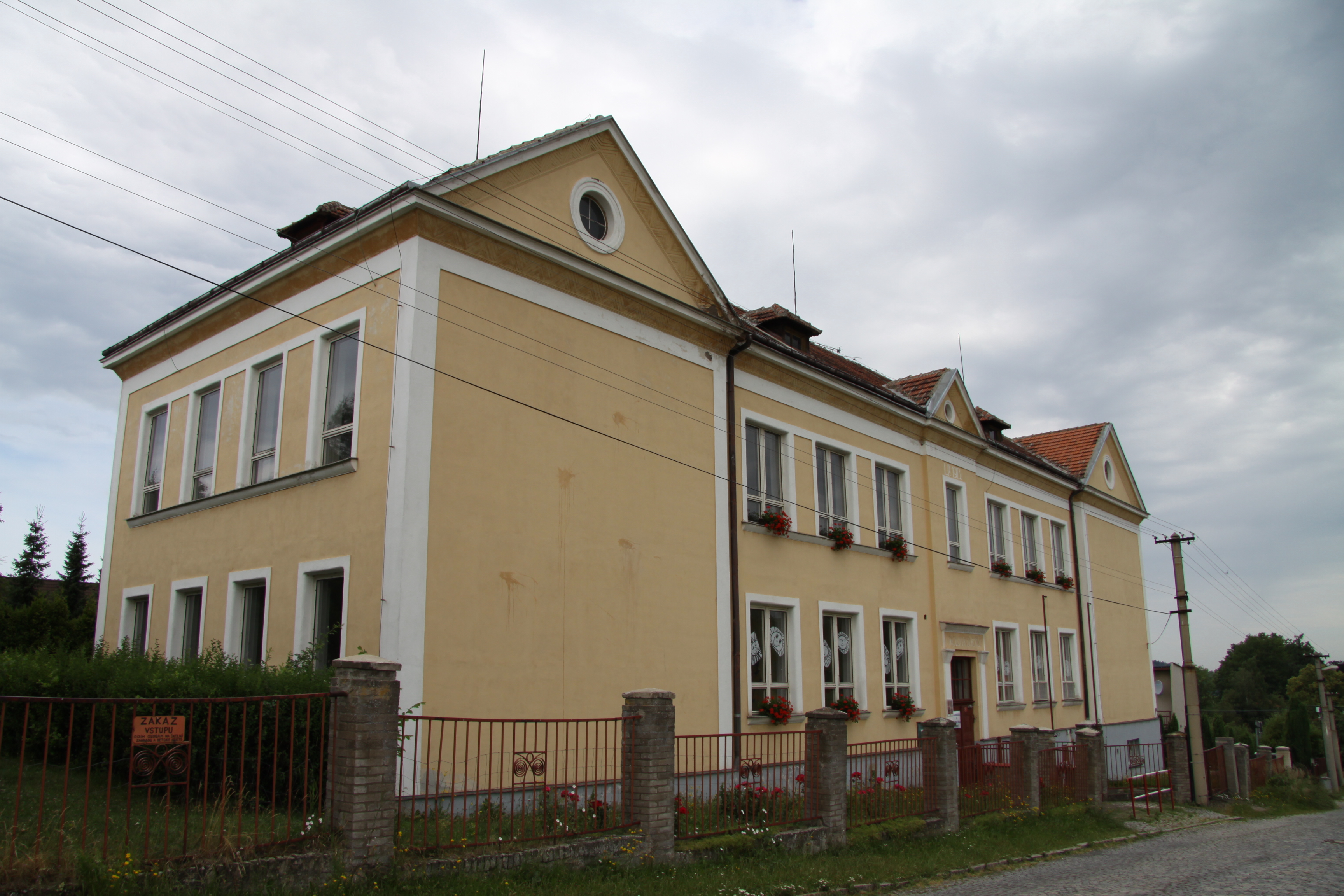
Schulhaus

Hluboš (deutsch Hlubosch) ist eine Gemeinde in Tschechien. Sie liegt sieben Kilometer nördlich des Stadtzentrums von Příbram und gehört zum Okres Příbram.

## Geographie
Hluboš befindet sich rechtsseitig über dem Tal der Litavka in den südlichen Ausläufern der Hřebeny (Brdykamm). Nördlich des Dorfes liegt das Tal des Baches Hlubošský potok. Im Norden erheben sich die Hořice (541 m n. m.), die Obora (486 m n. m.), der Starý vrch (620 m n. m.) und der Písek (691 m n. m.), nordöstlich der der Holý vrch (632 m n. m.), der Provazec (639 m n. m.) und der Malý vrch (628 m n. m.), im Osten der Malý Chlum (591 m n. m.), südöstlich die Dráska (527 m n. m.) sowie im Nordwesten der Krsov (500 m n. m.) und der Prašivý vrch (494 m n. m.). Gegen Norden erstreckt sich der Naturpark Hřebeny, östlich liegt das Wildgehege Lhotka. Durch Hluboš führt die Staatsstraße II/118 zwischen Příbram und Jince.
Nachbarorte sind Medalův Mlýn, Bílá Huť, Čenkov, Běštín und Komorsko im Norden, Hřebeny, Náves und Malá Buková im Nordosten, Chlum, Vršek und Pičín im Osten, Dlouhá Lhota, Suchodol im Südosten, Líha und Žírovy im Südosten, Loudilka, Kardavec und Pičínský Mlýn im Süden, Zděný Mlýn und Lhota u Příbramě im Südwesten, Bratkovice und Paďousy im Westen sowie Dominikální Paseky, Jince und Královky im Nordwesten.

## Geschichte
Die Gegend um Hluboš gehörte bis 995 zum Herrschaftsgebiet der Slavnikiden. Später überließen die Přemysliden das Gebiet den Vladiken von Buzice. In Hluboš bestand wahrscheinlich schon lange vor der Errichtung der Burg Valdek im Jahre 1240 an dem alten, entlang der Litavka durch den Brdy führenden Handelssteig eine mit Palisaden befestigte hölzerne Feste. Das Dorf Hluboš entstand nördlich der Feste zwischen den Hügeln Obora und Jedlina im Tal des Baches Hlubošský potok. Aus dieser Zeit sind neben mehreren Dörfern bei Hořovice auch Lhota Hlubošská und Tašenička (bei Pičín) als Präbende der St. Veiter Propstes aufgeführt. Es ist anzunehmen, dass Lhota Hlubošská ursprünglich zu den Besitzungen der Feste Hluboš gehört hat und später von ihr abgetrennt worden ist. Zum Ende des 13. Jahrhunderts findet sich unter den St. Veiter Präbenden das Dorf Jesenička. Ab 1289 erhielt der Pičíner Pfarrer den Zehnt von Jesenička und beantragte deshalb die Befreiung der dortigen Untertanen von ihren Verpflichtungen gegenüber dem Hlubošer Gericht der Zajíc von Valdek. Jesenička erlosch vor 1580, der Standort des Dorfes wird südlich von Hluboš auf der Wiese Jesenice vermutet. Die letzte Erwähnung von Lhota Hlubošská erfolgte 1320, als König Johann von Luxemburg das Dorf beim Prager Domkapitel eintauschte. Einige Quellen deuten darauf hin, dass sich Lhota Hlubošská an der Stelle des Hofes Náves befand; möglicherweise ist es auch mit Jesenička identisch.
Die erste urkundliche Erwähnung von Hluboš erfolgte im Jahre 1355, als die Dörfer der Pfarrei Pičín von der Untertänigkeit gegenüber dem zur Burg Valdek gehörenden Gericht Hluboš befreit wurden. Zum Ende des 14. Jahrhunderts wurde Hluboš von der Herrschaft Valdek abgetrennt; als erster Besitzer verwendete Zbraslav von Hluboš, der wahrscheinlich wie die Zajíc von Valdek ebenfalls dem Geschlecht Buzický von Buzice entstammte, das Prädikat von Hluboš. Um 1415 besaß Oldřich von Drásovice und Hluboš das Gut Hluboš, ihm folgte sein Sohn Jan.
Zu Beginn der Hussitenkriege versuchte sich der Katholik Hans von Kolowrat auf Liebstein unter dem Vorwand der Verbreitung hussitischen Gedankengutes in Příbram der Herrschaft Příbram zu bemächtigen und griff die schlecht befestigte Stadt an. Unter dem Kommando von Alšík und Absolon Kovařík bewaffneten sich die Příbramer und zogen mit Unterstützung durch Truppen des Peter Zmrzlík von Schweißing nach Hluboš. Zwischen Čenkov und Hluboš kam auf dem Platz V zabitých im Litavkatal am Fuße des Komorsko-Waldes am 8. September 1422 zu einem Gefecht zwischen 300 Mann Fußvolk und 18 Reitern auf Příbramer Seite und 104 Reitern des Hans von Kolowrat, das letztere für sich entschieden. Kolowrat nahm 16 Adlige und 115 Příbramer Bürger gefangen und verbrachte sie auf die Burg Vitouň, außerdem gab es 30 Gefallene.
Ab 1455 gehörte das Gut Hluboš dem Václav von Koněprus und ab 1469 Oldřich d. J. von Drásovice und Hluboš. Zu Beginn des 16. Jahrhunderts erwarb Jan Karel von Svárov das Gut Hluboš mit Drahlín, Sádek, Bratkovice und Občov. Dessen Sohn Karel tauschte Hluboš mit allem Zubehör am 5. Mai 1542 bei Petr Vamberský von Rohatec gegen das Gut Otmíče mit Libomyšl und Bavoryně sowie 400 Schock Böhmische Groschen ein. Petr Vamberský ließ 1546 die Feste zum Schloss umbauen. Seine Nachkommen verkauften das Gut 1475 an Bedřich Hořčice von Prostý. Von diesem erwarb Wenzel Sturm von Hirschfeld das Gut Hluboš, seit Ende des 16. Jahrhunderts gehörte es den Vladiken Wtelensky von Wtelno.
Im Jahre 1611 fiel im Bruderzwist zwischen Kaiser Rudolf II. und dem böhmischen König Matthias II. das Passauische Kriegsvolk unter Laurentius Ramée zur Unterstützung Rudolfs II. in Böhmen ein. Nach der Vertreibung des Söldnerheeres aus Prag wurden diesem der Rückzug über Pilsen durch böhmische Adlige versperrt, so dass Ramée im März 1611 den Weg nach Süden durch die Litavkaschlucht wählte. Fast am selben Platz, wo schon das Gefecht von 1422 stattfand, erwartete das böhmische Ständeheer unter Heinrich Matthias von Thurn die Söldnertruppen und versprengte sie.
Nach der Schlacht am Weißen Berg wurde das Gut Hlubosch mit dem Hof Sadek aus dem Besitz des Karl Wtelensky von Wtelno konfisziert und 1623 an Wenzel Bechinie von Lazan veräußert. 1629 erwarb Magdalena Bechinie von Olbramovice das Gut Hlubosch und ließ den Meierhof Nawes anlegen. Sie vererbte es 1636 hälftig ihrem dritten Ehemann Jan Humprecht von Račín und ihren Kindern. Infolge des Dreißigjährigen Krieges lag Hlubosch darnieder; das alte Dorf war niedergebrannt, lediglich am Weg vom Schloss zum Hof Nawes standen einige Chaluppen. Zu Zeiten von Leopold Račín von Račín lebten in der gesamten Herrschaft nur noch 31 Siedler, darunter zwei Bauern und sechs Chalupner. Nach dem Kriegsende ließen die Herren von Račín nordwestlich von Hlubosch an der Litavka eine neue Eisenhütte und mehrere Eisenhämmer errichten. Für die Eisenherstellung holten sie deutsche Hütten- und Hammerleute sowie Schmiede und Nagelschmiede ins Land. Gegenüber der Hütte wurde der Wald links der Litavka geschlagen und die neue Siedlung Pasek angelegt, die von den Siedlern selbst verwaltet wurde. Da sie sich auf Dominikalgrund befand, wurde sie von der Herrschaft als Dominikal-Pasek bezeichnet. Auf gleiche Art war auch um 1636 die Siedlung Teutsch-Pasek entstanden, deren Bewohner in einer weiteren Eisenhütte, die anstelle der Pičínský Mlýn gestanden war, arbeiteten. Die neuen Siedler blieben freie Leute, die lediglich ihre Arbeit gegen Bezahlung verrichteten; erst ihre auf dem Gebiet der Herrschaft geborenen Kinder wurden zu robotpflichtigen Untertanen. Im Jahre 1651 lebten auf dem Herrschaftsgebiet 280 Personen, im Dorf Hlubosch waren es 141. Das neue Dorf Hlubosch wurde in der zweiten Hälfte des 17. Jahrhunderts südlich und westlich des Schlosses angelegt, dazu wurde der dort befindliche Wald gerodet. Südwestlich des Schlosses entstand ein großer rechteckiger Dorfplatz mit zwei Teichen. Das entlang des Baches Hlubošský potok gelegene wüste alte Dorf blieb verlassen und verschwand mit der Zeit gänzlich. in der Herrschaft bestanden zwei Schulen, eine tschechische in Hlubosch und eine deutsche in Dominikal-Pasek. Als Christoph Humprecht von Račín 1675 die Herrschaft Hlubosch in das Schloss und das Dorf Hlubosch sowie die Dörfer Bratkovice und Sádek mit zwei Höfen teilte, waren die Kriegsfolgen noch immer nicht überwunden. Das Schloss wurde dabei als ein sehr verkommener steinerner Bau mit einem von den Schweden niedergebrannten Hof und Dorf bezeichnet. Im Jahre 1705 erwarben die Herren Bechinie von Lazan beide Anteile der Herrschaft und vereinten sie wieder. Bis 1714 gehörte Hlubosch zum Podbrder Kreis, danach wurde die Herrschaft Teil des Berauner Kreises.
Im Jahre 1740 erwarb Franz Carl Bechinie von Lazan, der mit Katharina Hochberg von Hennersdorf verheiratet war auch das Gut Pitschin. 1741 übernahm Johann Anton Hochberg von Hennersdorf beide Güter, wobei Hlubosch der Besitz seiner Frau Marie Bechinie von Lazan war. In den 1770er Jahren schlossen die Grafen Hochberg von Hennersdorf Hlubosch und Pitschin zu einer Herrschaft Hlubosch zusammen. Sie ließen das Schloss barock umgestalten sowie den Park und ein großes Gewächshaus anlegen. Über einen Wasserwidder wurde Wasser aus der Litavka zum Wasserwerk „Bambousek“ gehoben, von wo es zum Bedarf des Schlosses und zum Antrieb einer einzigartigen Spielkunst, deren Klänge auch Kaiser Franz bei einem Besuch auf dem Schloss vorgeführt wurden, verteilt wurde. Auch den Wald Obora ließen die Grafen Hochberg mit ausgebauten Wegen, einem Altan, Billardtisch und einer Einsiedlerhöhle parkähnlich gestalten. Auf dem Schloss lebte auch als ständiger Gast der Major von Vernier, ein alter Kriegskamerad des Grafen Hochberg. Im Jahre 1780 bestand Hlubosch aus 47 Häusern und hatte ca. 400 Einwohner. 1787 wurde in Hlubosch eine Lokalie errichtet. Mit kaiserlicher Bewilligung ließ Anton Hochberg von Hennersdorf die völlig überschuldete Herrschaft am 30. November 1816 in einer Lotterie ausspielen. Das große Los zog dabei ein Wiener Hofsattler, der die Herrschaft umgehend an Otto Victor I. von Schönburg-Waldenburg verkaufte. Otto Victor errichtete in Hlubosch eine Krankenstiftung. 1826 veräußerte Fürst Otto Victor die Herrschaft an seine Schwägerin Louise Fürstin zu Schönburg-Hartenstein, geborene von Schwarzenberg, die Ehefrau seines Bruders Eduard. Im Jahre 1835 verkaufte Fürstin Louise die Herrschaft Hlubosch für 220.000 Gulden an den ehemaligen Gouverneur des preußischen Fürstentums Neuenburg, Ludwig von Pourtalès.
Im Jahre 1846 gehörten zur Herrschaft Hlubosch die Dörfer Hlubosch, Bradkowitz, Drahlin, Sadek, Dominikal-Pasek (Dominikální Paseky), Pitschin und Teutsch-Pasek mit insgesamt 2794 tschechischsprachigen Einwohnern, darunter sieben jüdischen Familien. Haupterwerbsquellen waren die Landwirtschaft und Viehzucht, der Bergbau, die Eisenerzeugung, die Waldwirtschaft, eine geringe Teichwirtschaft sowie Fuhrdienste für den Příbramer Bergbau. Die Herrschaft bewirtschaftete die sechs Meierhöfe Nawes, Hlubosch, Pitschin, Žírow, Teutsch-Pasek oder Neuhof und Sadek, zu denen mit Ausnahme von Teutsch-Pasek auch Schäfereien gehörten. Die herrschaftlichen Wälder waren in die drei Forstreviere Drahlin, Hlubosch und Pitschin unterteilt. Das Herrschaftsgebiet umfasste eine Nutzfläche von 6467 Joch 444 Quadratklafter; davon entfielen 3415 Joch 135 Quadratklafter auf das Gut Hlubosch, die übrigen auf das Gut Pitschin. In der Herrschaft Točník betrieb die Herrschaft Hlubosch im Wald Hraudy ein florierendes Roteisensteinbergwerk, mit einem durchschnittlichen Eisengehalt der Erze von 40 %. Außerdem erfolgte, ebenfalls außerhalb des Herrschaftsgebietes – an der Wigna (Vojna) auf dem Gebiet der Herrschaft Wysoka-Kamenna in den Zechen Frisch Glück und Ludwig Bergbau auf Brauneisenstein. Der herrschaftliche Hochofen bei Bradkowitz war außer Betrieb; an der Litavka arbeiteten zwei Stab- und Zainhämmer. Auf dem Herrschaftsgebiet gab es 72 Gewerbetreibende, darunter zahlreiche Nagelschmiede. Das Dorf Hlubosch bzw. Hluboš, auch Hluboč genannt, bestand aus 71 Häusern mit 654 Einwohnern, darunter fünf jüdischen Familien. Hlubosch war der Sitz des obrigkeitlichen Direktorialamtes und des Schichtamtes. Unter dem Patronat der Obrigkeit standen die Lokalkirche zur hl. Dreifaltigkeit, die Lokalie und die Schule. Der Lokalist bezog 300 Gulden aus dem Religionsfonds. Im Ort gab es außerdem ein obrigkeitliches Schloss mit einem Park, Küchen- und Obstgarten, ein obrigkeitliches Bräuhaus, einen obrigkeitlichen Meierhof, eine obrigkeitliche Schäferei und ein Wirtshaus. In Hlubosch befand sich ein Forstrevier, das eine Fläche von 1258 Joch 1481 Quadratklafter bewirtschaftete. Hlubosch war Pfarrort für Bradkowitz, Sadek, Drahlin und Dominikal-Pasek. Bis zur Mitte des 19. Jahrhunderts war Hlubosch das Amtsdorf der gleichnamigen Herrschaft.
Nach der Aufhebung der Patrimonialherrschaften bildete Hluboš / Hlubosch ab 1850 mit den Ortsteilen Dominikální Paseky, Německé Paseky, Bratkovice, Drahlín und Sádek eine Gemeinde im Gerichtsbezirk Příbram. 1855 wurde die Lokalie Hluboš zur Pfarrei erhoben. 1857 lebten in den 78 Häusern von Hluboš 731 Personen. Ab 1868 gehörte die Gemeinde zum Bezirk Příbram. Nach der Errichtung einer Schule in Drahlín wurden 1871 die Kinder aus Drahlín und Sádek von Hluboš nach Drahlín umgeschult. Im Jahre 1872 verkaufte die Familie von Pourtalès das Schloss und die Grundherrschaft Hluboš an Karl Fürst zu Oettingen-Wallerstein. Die Freiwillige Feuerwehr wurde 1887 gegründet. Bratkovice, Drahlín und Sádek lösten sich 1879 von Hluboš los, 1921 wurde auch Dominikální Paseky eigenständig. 1913 erfolgte der Bau eines neuen Schulhauses. Im Jahre 1921 war Hluboš auf 105 Häuser angewachsen und hatte 784 Einwohner. Zu dieser Zeit wurden in der Hlubošer Schule in sechs Klassen 270 Kinder, davon 133 aus Hluboš, 101 aus Dominikální Paseky und 36 aus Německé Paseky, unterrichtet. 1925 wurde Hluboš an das Elektrizitätsnetz angeschlossen. Im selben Jahre verkauften die Fürsten zu Oettingen-Wallerstein den Großgrundbesitz Hluboš mit dem Schloss und den Höfen Pičín, Náves und Žirovy an den Příbramer Fabrikanten Josef Kolařík († 1941). Im Jahre 1932 lebten in Hluboš (mit Německé Paseky) 926 Personen. Der Ortsteil Německé Paseky wurde 1946 in Kardavec umbenannt. Im Schulhaus sind heute der Kindergarten und eine Grundschule untergebracht.

## Gemeindegliederung
Die Gemeinde Hluboš besteht aus den Ortsteilen Hluboš (Hlubosch) und Kardavec (Deutsch Passek), die zugleich auch Katastralbezirke bilden. Zu Hluboš gehören außerdem die Einschichten Loudilka, Medalův Mlýn, Náves (Nawes) und Pičínský Mlýn.

## Sehenswürdigkeiten
- Kirche der hl. Dreifaltigkeit am südwestlichen Ortsrand, sie wurde als Kapelle auf einem erhöhten Platz über dem Dorf errichtet. Erstmals erwähnt wurde sie 1651. Johann Anton Hochberg von Hennersdorf ließ die bis dahin vom Schlosskaplan versehene Kapelle 1783 zur Kirche umbauen und 1787 einen Lokalisten einsetzen. Durch kaiserlichen Erlass wurde das Interieur der 1783 aufgehobenen Klosterkapelle des hl. Antonius in Pičín der Herrschaft Hluboš zugesprochen und in die neue Kirche verbracht. 1855 wurde sie zur Pfarrkirche erhoben. Nach der Fertigstellung des Schlossumbaus ließ Karl Fürst zu Oettingen-Wallerstein am 28. März 1877 die alte Kirche bis auf die Mauern des Turmes abbrechen und ein neues Schiff errichten. Bereits am 4. November 1877 wurde die Kirche wieder geweiht.
- Schloss Hluboš mit Schlosskapelle zum hl. Kreuz und englischem Park, es wurde 1546 für Petr Vamberský von Rohatec anstelle einer alten Feste errichtet. In der zweiten Hälfte des 18. Jahrhunderts erfolgte unter den Grafen Hochberg von Hennersdorf der Umbau zum Barockschloss. Der um 1800 von der Familie Hochberg von Hennersdorf angelegte drei große Park war der erste Botanische Garten in Böhmen. Nach 1872 erfolgte unter Karl Fürst zu Oettingen-Wallerstein der Umbau im Neorenaissancestil. Dabei wurden die angrenzenden Wirtschaftsgebäude mit der Brauerei abgebrochen und der Park mit einer Mauer umgeben. Nach der Gründung der Tschechoslowakei war das Schloss in den Jahren 1920 bis 1921 der erste Sommersitz des Präsidenten TG Masaryk, der danach das Schloss Lány bezog. 1925 kaufte der Příbramer Unternehmers Josef Kolařík das Schloss von den Fürsten zu Oettingen-Wallerstein. 1948 wurde die Familie Kolařík enteignet und das Schloss verstaatlicht. In der zweiten Hälfte des 20. Jahrhunderts wurde es nacheinander als Politische Schule, als Kaserne, als Bergarbeiterwohnheim der Příbramer Urangruben und als Berufsschule genutzt. Das Schloss wurde nach der Samtenen Revolution 1992 an Nachkommen von Josef Kolařík restituiert. 2001 wurde in Teilen des Schlosses eine Ausstellung zu den Aufenthalten von TG Masaryk und Charlotte Garrigue in Hluboš eröffnet. Derzeit befindet sich das Schloss in Rekonstruktion und ist nicht zugänglich.
- Reste des Eisenhammers Paďousy (Pagaus), westlich des Dorfes an der Litavka
- Kapelle in Kardavec
- Gedenkstein an das Gefecht bei Hluboš von 1422, errichtet im Oktober 1876